# Akkumulatorlader
En akkumulatorlader er en enhed, som anvendes til at overføre elektrisk energi ind i en akkumulator eller akkumulatorpakke ved at sende en elektrisk strøm gennem den.
En akkumulatorlader udgøres af en strømforsyning og en laderegulator.
Ladestrømmen afhænger af den anvendte akkumulatorteknologi og akkumulatorens kapacitet. For eksempel vil ladestrømmen som skal lade en 12 V blysyreakkumulator vil være meget forskellige fra strømmen til en mobiltelefon-akkumulator.